# Кондратюк Анатолій Олексійович
Кондратюк Анатолій Олексійович — народний депутат України 2 скликання.

## З життєпису
Народився 15.11.1940 у місті Старокостянтинів Хмельницької області; українець, батько — Олексій Васильович (1918—1944) — загинув на фронті; мати Наталія Марківна — пенсіонер; дружина Леся Василівна — бухгалтер; син Андрій — офіцер Збройних Сил України; дочка Наталія — вчитель.
Освіта — Львівський сільськогосподарський інститут (1963—1967), економіст; Київський торговельно-економічний інститут (1970—1975, заочно), економіст; ВПШ при ЦК КПУ (1974—1975), політолог.
03.1998 — кандидат в народні депутати України, виборчий округ № 11, Вінницької області. З'яв. 69,1 %, за 0,6 %, 18 місце з 22 претендентів. На час виборів: народний депутат України.
Народний депутат України з 08.1994 (2-й тур) до 04.1998, Вінницький виборчий округ № 55 Вінницької області. Член Комітету з питань державного будівництва, діяльності рад і самоврядування. На час виборів: заступник голови Вінницької обласної ради народний депутат
Працював трактористом, економістом, головним бухгалтером колгоспів Шаргородського і Мурованокуриловецького районів. 1960—1963 — служба в армії. З 1967 — працював у районному виробничому управлінні с. г., РК КПУ, гол. Вінн. райвиконкому і райради.
Нагороджений 2 орденами, 5 медалями.
Захоплення: садівництво.

## Джерело
- Довідка на сайті Офіційна Україна [Архівовано 4 березня 2016 у Wayback Machine.]